# Буарки, Шику

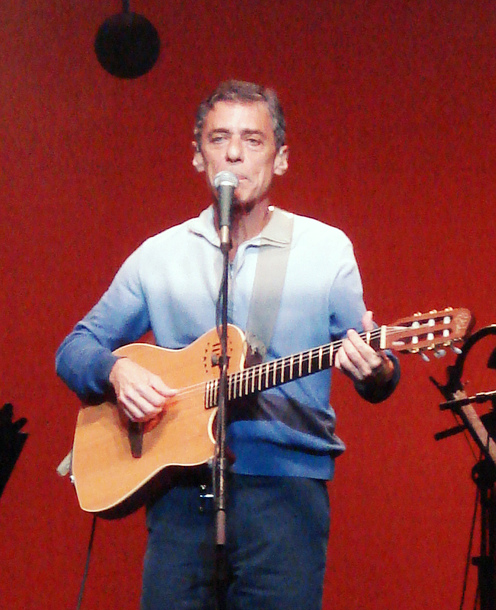
Шику Буарки, 2007 Photo:Fernanda Steffen

Шику Буарки (порт.-браз. Chico Buarque, настоящее имя — Франсиску Буарки ди Оланда порт.-браз. Francisco Buarque de Hollanda, род. 19 июня 1944, Рио-де-Жанейро) — бразильский композитор, певец, актёр, поэт и прозаик, крупнейшая фигура культурной жизни современной Бразилии.

Шику Буарки поет на телевидении Рио, 1967 год. Национальный архив Бразилии.

## Биография и творчество
Сын известного бразильского социолога и историка Сержиу Буарки ди Оланда. Изучал архитектуру в университете Сан-Паулу, но ушёл с пятого курса, увлекшись музыкой и мечтая петь, как Жуан Жилберту, сочинять музыку, как Том Жобим, а стихи — как Винисиус ди Морайс. В 1965 году записал первый сингл. С конца 1960-х годов — один из инициаторов движения Бразильская популярная музыка (MPB), синтезировавшего босса-нову и самбу с интернациональным джазом и роком.
С середины 1960-х выступал также как драматург, в 1970-х начал писать прозу. Его роман «Будапешт» (2003) получил крупнейшую бразильскую премию Жабути.
Преследовался военным режимом, побывал в тюрьме, ненадолго уезжал в Италию. Испытывал постоянные столкновения с официальной цензурой, выступал под псевдонимами.
Как музыкант и актер снимается в кино, в том числе участвовал в фильме Карлоса Сауры «Фаду» (2007).
Старшая сестра — известная бразильская певица Миуша.

## Признание
Стихи и проза Шику Буарки переведены на многие языки. Фильмы по его сценариям, включая экранизации его романов, отмечены премиями. Его песни исполняют певцы всего мира (во Франции их пели Клод Нугаро, Далида и др.).

## Произведения

### Дискография
- A Banda
- A Flor da Terra/O que Será
- Apesar de Você
- As Vitrines
- Brejo da Cruz
- Bye Bye, Brasil
- Carolina
- Construção/ Deus Lhe Pague
- Cotidiano
- Feijoada Completa
- Funeral de um Lavrador
- Futuros Amantes
- Homenagem Ao Malandro
- Meu Caro Amigo
- Morena de Angola
- Mulheres de Atenas
- Noite dos Mascarados
- Olhos nos Olhos
- Paratodos
- Quem Te Viu, Quem Te Vê
- Roda Viva
- Sonho de um Carnaval
- Terezinha
- Vai Levando
- Vai Passar

### Книги
- 1966: A Banda (стихи и песни)
- 1974: Fazenda Modelo
- 1979: Chapéuzinho Amarelo (книга стихов для детей)
- 1981: À Bordo do Rui Barbosa
- 1991: Estorvo
- 1995: Benjamin
- 2003: Budapeste (рус. пер. 2009)

### Пьесы
- 1965: Morte e Vida Severina (по одноименной поэме Жуана Кабрала де Мело Нето)
- 1967—1968: Roda Viva
- 1973: Calabar
- 1975: Gota d'água (по мотивам Медеи Еврипида)
- 1978: Плутовская опера / Ópera do Malandro (по Опере нищих Джона Гея и Трёхгрошовой опере Бертольда Брехта)
- 1983: O grande circo místico (по поэме Жоржи де Лимы)
- 2003: Cambaio

### Фильмы
- 1972: Quando o carnaval chegar (сценарист)
- 1983: Para viver um grande amor (сценарист)
- 1985: Плутовская опера / Ópera do Malandro (экранизация пьесы, режиссёр Руй Герра)
- 2000: Estorvo (по одноименному роману)
- 2003: Benjamin (по одноименному роману)
- 2009: Budapeste (по одноименному роману)